# Armin Zimmermann (Informatiker)
Armin Zimmermann (* 1969 in Berlin) ist ein deutscher Informatiker.

## Leben
Nach dem Abitur 1987 an der EOS „Heinrich Hertz“ studierte Armin Zimmermann von 1988 bis 1990 an der Technischen Universität Dresden und von 1990 bis 1993 an der Technischen Universität Berlin Informatik und schloss das Studium 1993 als Diplom-Informatiker ab. Im Anschluss arbeitete er als wissenschaftlicher Mitarbeiter am Fachgebiet Prozessdatenverarbeitung und Robotik der TU Berlin, wo er im September 1997 bei Günter Hommel mit einer Arbeit über die Modellierung und Bewertung von Fertigungssystemen mit Petri-Netzen promovierte. Seine Dissertation wurde 1998 mit dem Carl-Ramsauer-Preis ausgezeichnet.
1998 war er Gastwissenschaftler an der Universität Saragossa bei Manual Silva. Von 1999 bis 2005 arbeitete er als wissenschaftlicher Assistent an der TU Berlin und koordinierte das DFG-Graduiertenkolleg 621 „Stochastische Modellierung und quantitative Analyse großer Systeme in den Ingenieurwissenschaften“. 2006 habilitierte er mit einer Arbeit über stochastische diskrete Ereignissysteme im Fach Technische Informatik. Nach einer Tätigkeit als Dozent am Hasso-Plattner-Institut der Universität Potsdam war er von 2006 bis 2008 Vertretungsprofessor für das Fachgebiet Prozessdatenverarbeitung und Robotik der TU Berlin.
Seit 2008 ist er W3-Professor für System- und Software-Engineering an der Technischen Universität Ilmenau und leitet seit 2012 das Institut für technische Informatik und Ingenieurinformatik. Er arbeitet zu Themen des modellbasierten System- und Software-Entwurfs eingebetteter Systeme und ist seit 1996 für die Weiterentwicklung des Softwarewerkzeugs TimeNET verantwortlich. 2021 wurde er von der TU Ilmenau mit dem Lehrpreis 2021 ausgezeichnet. Seit 2021 ist er Dekan der Fakultät für Informatik und Automatisierung der TU Ilmenau.
Armin Zimmermann ist verheiratet und hat eine Tochter.